# Vulkaansysteem Eldvörp-Svartsengi

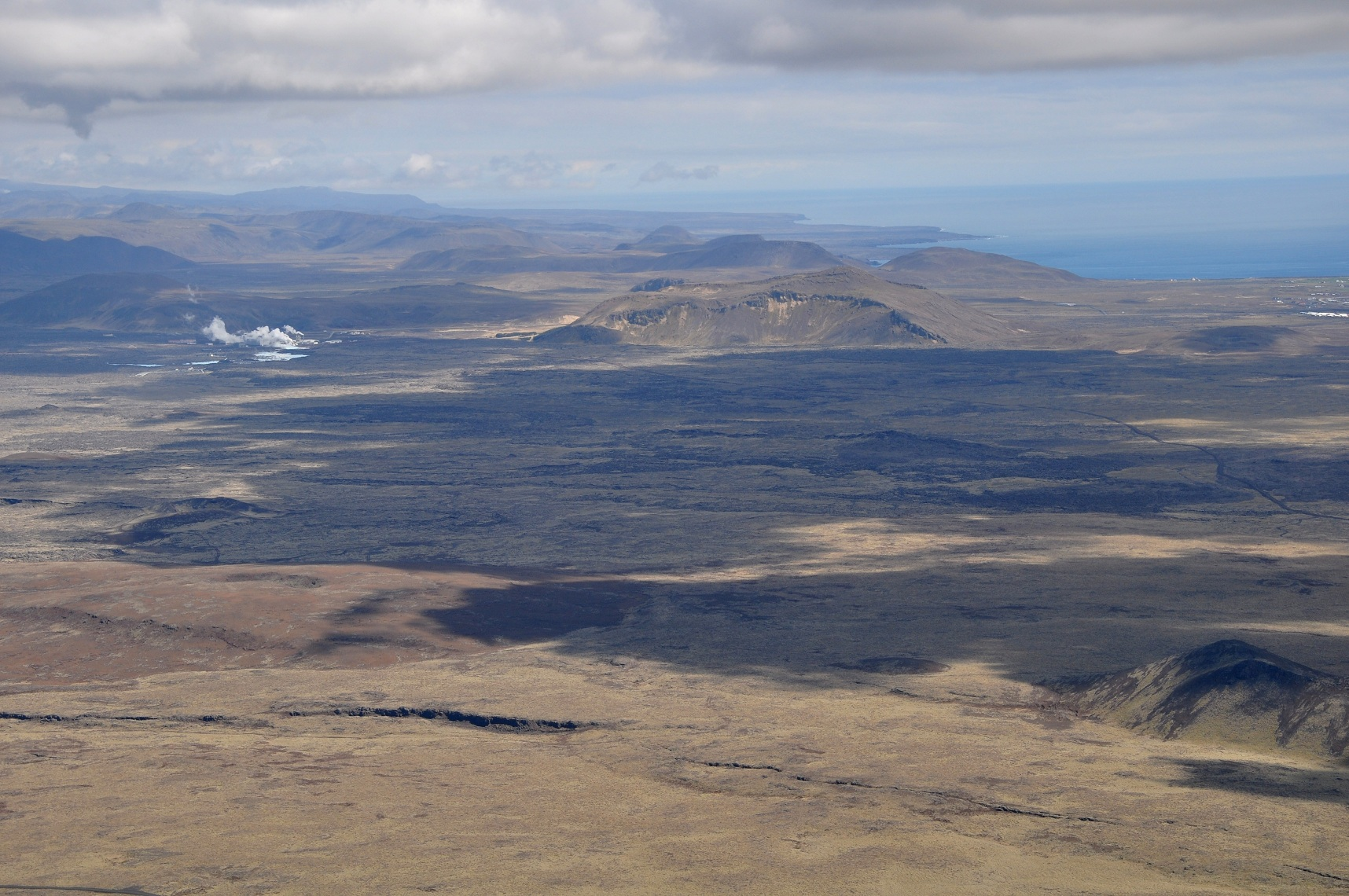
Luchtfoto van het gebied (2011). De stoomwolken links komen van de Blue Lagoon en de Svartsengi-centrale; uiterst rechts is nog net een deel van Grindavík te zien.

Eldvörp-Svartsengi (ook vaak Svartsengi-systeem genoemd) is een vulkanisch systeem op het IJslandse schiereiland Reykjanes, ten noorden van het plaatsje Grindavík en ten westen van de berg Fagradalsfjall. Het systeem heeft in het verleden het ontstaan van meerdere vulkanische bergen, rijen kraters en lavavelden bewerkstelligd. Hieronder zijn de Sundhnúk-kraters aan de oostkant en waarschijnlijk horen ook de Eldvörp-krater aan de westkant tot dit systeem. Ook de vulkanische bergen Þorbjörn (Thorbjörn), Sýlingarfell, Helgafell en Stóra-Skógfell en Litla-Skógfell danken hun ontstaan aan dit systeem. Verder bestaat het uit lavavelden waaronder de Svartsengi-vlakte en Eldvarpahraun.
De aardwarmte van dit vulkanische systeem wordt in de geothermische centrale Svartsengi gebruikt voor het opwekken van elektriciteit en stadsverwarming voor de dorpen en steden op de westelijke helft van het schiereiland. Warm restwater van de centrale dat rijk is aan mineralen vormt het bad van kuuroord Blue Lagoon.
Een serie uitbarstingen en grondverzakking die door dit systeem vanaf 2023 werden veroorzaakt maakten de vissersplaats Grindavík onbewoonbaar en beschadigden meermaals delen van de infrastructuur als wegen en het warmtenet voor het westen van het schiereiland, de drinkwatervoorziening en het elektriciteitsnet.

## Eigenschappen van het systeem

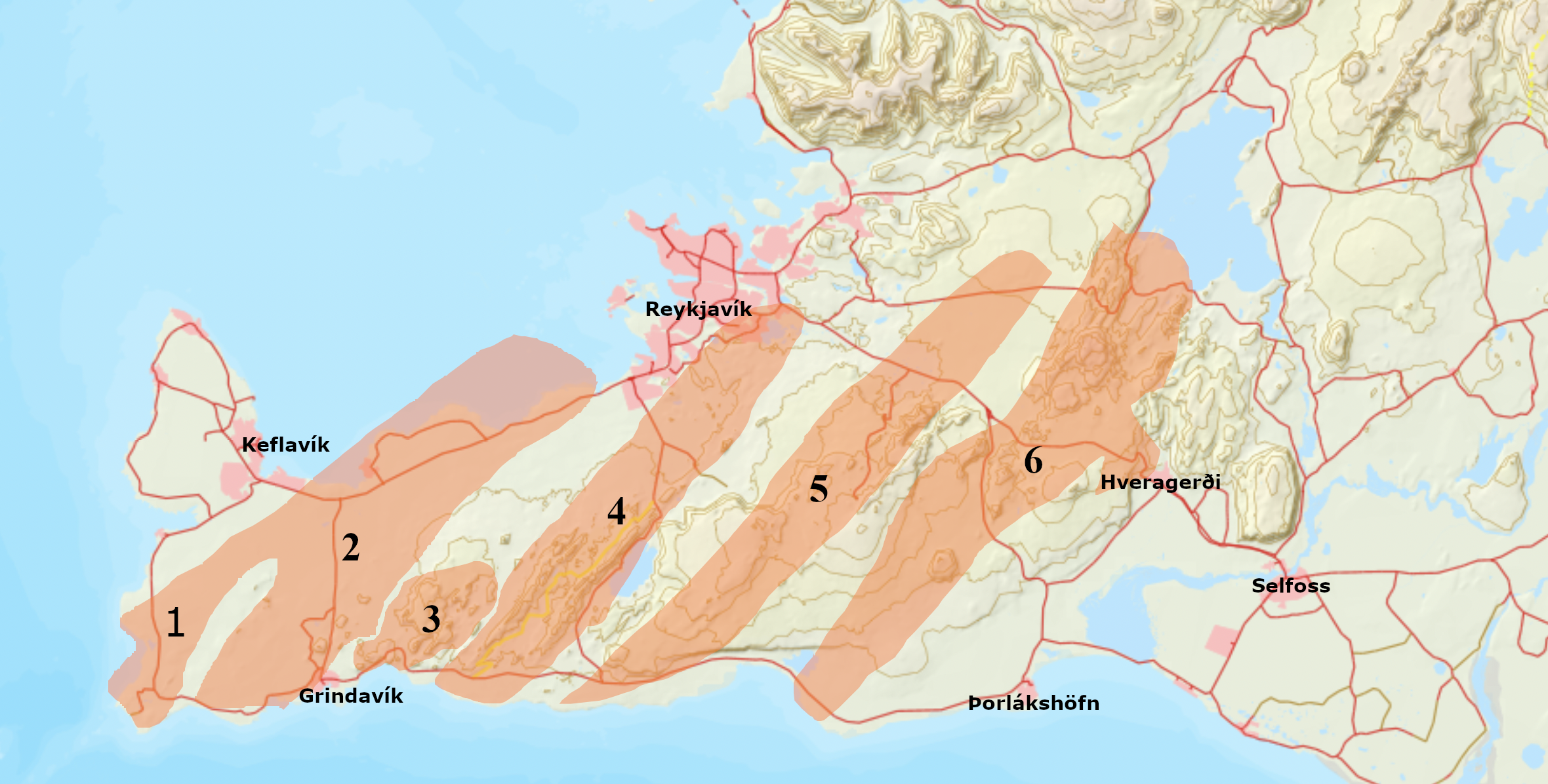
De ligging van de vulkanische systemen van Reykjanes volgens de tot 2023 gangbare lezing.
1 Reykjanes
2 Eldvörp-Svartsengi
3 Fagradalshraun
4 Krýsuvík
5 Brennisteinsfjöll
6 Hengill

Het systeem ligt net als de andere vulkanische systemen van Reykjanes aan een divergente plaatgrens tussen de Euraziatische- en Noord-Amerikaanse Plaat die dwars door IJsland loopt. Het noorden van het systeem raakt de noordpunt van het westelijker gelegen vulkaansysteem Reykjanes. Daardoor worden deze twee systemen door sommige vulkanologen als een geheel gezien. Doordat de vulkanische systemen onder Reykjanes 800 jaar inactief waren was er tot 2020 relatief weinig precieze kennis over het exacte mechanisme en gedrag van deze vulkanen. Eerdere kennis was voor een deel op middeleeuwse geschriften gebaseerd. Het inzicht daarin is daardoor sinds de reactivatie aan verandering onderhevig waarbij aannames vaak worden bijgesteld en er nog geen volledige consensus over alle feiten is.
Sinds 2007 is er een periode van tektonische activiteit op Reykjanes aangebroken die vulkaanuitbarstingen en aardbevingen op het schiereiland bewerkstelligt. Dit soort periodes duren ongeveer 400 jaar en worden afgewisseld door 800 jaar rust. Zo’n periode kan weer worden onderverdeeld in “vuren”: periodes met een duur tot enkele decennia waarin een lokaal systeem regelmatig tot uitbarsting komt. Een historisch voorbeeld daarvan zijn de Krýsuvíkvuren die tussen 1151 en 1188 in het Krýsuvíksysteem plaatsvonden en de laatste van de vorige actieve periode op Reykjanes waren. In 2021 startte in het naburige Fagradalshraun-systeem een vuren-periode. In december 2023 barstte het Eldvörp-Svartsengi-systeem voor het eerst uit, waarmee ook daar nieuwe vuren lijken te zijn begonnen. Uitbarstingen komen voor in de vorm van spleetvulkanen vanuit onderaardse scheuren die een dike kunnen vormen en van het noordoosten naar het zuidwesten lopen. Deze dikes kunnen zich uitstrekken tot in de oceaan ten zuidwesten van Grindavík en ze kunnen dus ook tot uitbarstingen in zee leiden. Vijf kilometer onder Svartsengi bevindt zich een sill die tot magmakamer lijkt te zijn uitgegroeid. Dat laatste zou blijken uit meetgegevens van eind 2023. Dit magmalichaam kan naar schatting een maximum tussen 8 en 12 miljoen kubieke meter magma bevatten. Magma dat vanuit deze magmakamer omhoog kwam stroomde bij de intrusies van 2023-'24 ter hoogte van de heuvel Sýlingarfell de dike in. De magmakamer op 5 km diepte wordt gevoed vanuit een nog diepere magmakamer die 8 tot 12 kilometer onder de berg Fagradalsfjall zit. Vulkanologen gingen er een tijdje vanuit dat bij de eruptie van maart 2024 het magma rechtstreeks uit deze diepere magmakamer naar de kraters vloeit maar concludeerde later dat het wel door de hogere magmakamer gaat maar snel doorstroomt. Hoewel er nog weinig over de grootte van deze diepere magmakamer bekend is er reden om aan te nemen dat ook het magma van de uitbarstingen van Fagradalshraun vanuit deze magmakamer kwam. Dit zou dan betekenen dat Fagradalshraun en Eldvorp-Svartsengi feitelijk één systeem zijn. Variaties in de magma-samenstelling zouden het gevolg zijn van meerdere instroomkanalen die de diepere magmakamer voeden.
In 2024 ontstond er ook twijfel over de eerdere aanname dat de middeleeuwse uitbarstingen van de Elvörp-kraters vanuit de diepere magmakamer van dit systeem werden gevoed. Het wordt voor mogelijk gehouden dat dit magma afkomstig was uit een westelijker magmakamer die voor de westkust van Reykjanes zou zijn gepositioneerd en onderdeel is van het Reykjanes-systeem.

## Magma-intrusie van november 2023

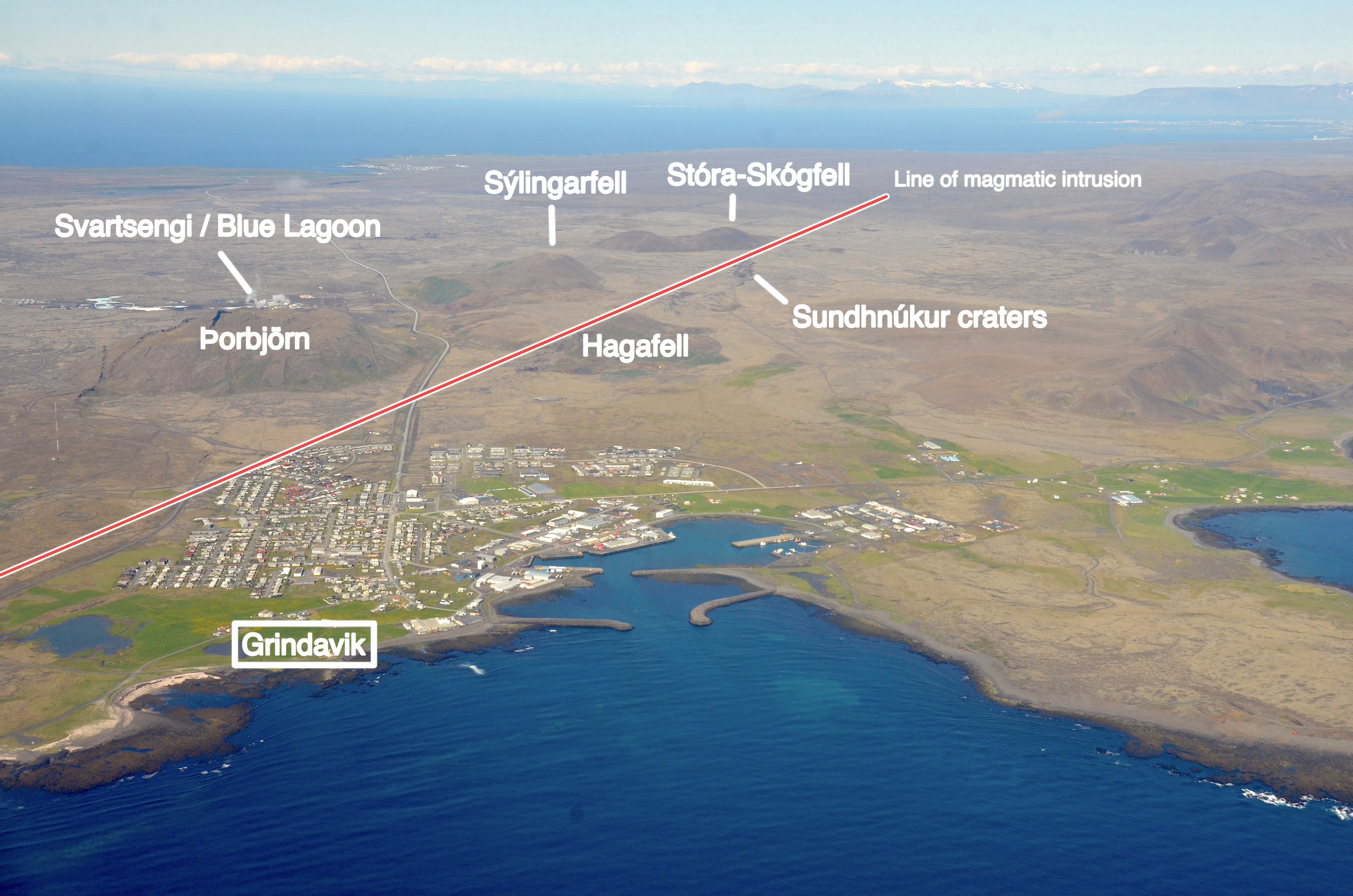
Luchtfoto van het systeem ten tijde van de uitbarsting in 2023, met Engelstalige uitleg.

Op 25 oktober 2023 begon een aardbevingenzwerm ten noorden van Grindavík. Vanaf 27 oktober begon zich tussen de berg Þorbjörn en de Blue Lagoon magma op te hopen in een veronderstelde sill (die later een magmakamer bleek te zijn) die zich horizontaal in alle richtingen uitbreidde. Na tien dagen was de bodem er zeven centimeter gestegen.
Een uitbarsting werd op dat moment dicht bij de Blue Lagoon en de Svartsengi-centrale verwacht. Dit zou beiden zwaar kunnen hebben beschadigd of zelfs vernietigd. Begin november was er kritiek op het bestuur van de Blue Lagoon omdat deze het resort niet ontruimde. Nadat er in de nacht van 8 op 9 november na een reeks aardbevingen paniek in de hotels was uitgebroken sloot de Blue Lagoon de volgende dag voor de duur van ten minste een week haar deuren.

### Verzakkingsramp en ontruiming
Op 10 november namen de daarbij gepaard gaande aardbevingen sterk toe in kracht; de zwaarste schok had een kracht van 5,1 op de schaal van Richter. Toen de hoeveelheid en het zwaartepunt van de seismische activiteit zich in de loop van de avond richting Grindavík verplaatsten, werd even voor middernacht de evacuatie van het dorp gelast omdat een vulkaanuitbarsting mogelijk in of vlak bij Grindavík verwacht werd. De straten en ondergrondse leidingen zouden door de aardbevingen aanzienlijke schade kunnen oplopen. Het magma was inmiddels vanuit de sill in een 15 kilometer lange dike gaan stromen die zich uitstrekte van Sundhnjúkagígaröð (alias Sundhnúk-kraters, een tweeduizend jaar oude spleet met vulkaanmonden) tot onder en voorbij het noorden en westen van Grindavík en de Atlantische Oceaan. Ook schepen moesten de haven en de baai verlaten. De hoeveelheid opgehoopt magma werd vele malen groter geacht dan die in het Fagradalshraun-systeem in 2021.
Op 11 november was het magma op de ondiepste plaatsen, vlak bij Grindavík, nog maar 800 meter van het oppervlak verwijderd. In de vroege ochtend van 11 november was de evacuatie voltooid en werd gevreesd dat het dorp zou verdwijnen bij een uitbarsting. De volgende dag mochten een aantal bewoners van de zuidoostelijkste wijk die geen direct gevaar liep even terug naar hun huizen om belangrijke spullen, huisdieren en vee op te halen. Er liepen langgerekte scheuren van 1 meter diepte in de bodem en ook door wegen dwars door Grindavík en er werd die dag ook een 25,7 meter diep zinkgat geconstateerd. Men verwachtte daar dan ook de eruptie.
Op 13 november bleek de bodem in het westen van Grindavík een meter te zijn gedaald; Een reeds bestaande (maar in de vergetelheid geraakte) slenk die in de loop der eeuwen was opgevuld was dieper gezakt. Dit was waarschijnlijk al in de nacht van 10 op 11 november gebeurd. Op de meest verzakte plaats in de slenk was de bodemdaling zelfs 1,6 meter. Ook die dag mochten bewoners kort terug en lukte het alle nog vermiste huisdieren te evacueren. In de middag van 14 november werd in toenemende mate zwaveldioxide-damp in Grindavík waargenomen en werd een groep inwoners die weer even spullen mochten verzamelen alsook de begeleidende hulpverleners gemaand het dorp meteen te verlaten. Hoewel de dreiging voor een uitbarsting in Grindavík niet verdween, leek de trend van de magmabevingen op 15 november erop te wijzen dat de kans op een eruptie het grootst was in het gebied tussen de heuvel Hagafell en de berg Þorbjörn. In de uiteinden van de dike leek het magma te stollen. Op 19 november bleek het land in het Svartsengi-gebied flink gestegen en op weg om terug op het niveau van voor 10 november te komen, dus voordat de sill leegliep in de dike. Er werd ongeveer 50 m³ magma per seconde aan de sill toegevoegd.
Midden november werd aangevangen met de bouw van een 6-8 meter hoge dam rond de Blue Lagoon en de Svartsengi-centrale, met als doel toekomstige lavastromen er weg te houden, bij te sturen of te vertragen. Tijdens de eruptie van Fagradalshraun in 2021 was al op kleine schaal geëxperimenteerd met zulke dammen.

### Bedrieglijke rust
Op 23 november werd code oranje naar code geel teruggeschroefd. Magma onder Grindavík was gaan stollen en de groei van de dike onder Sundhnjúkagígum was nihil. De sill onder Svartsengi bleef zich verder vullen. Er waren maar weinig aardbevingen op dat moment. De grond onder Svartsengi was in het begin van de episode als het ware voorgerekt en de landstijging kon daardoor zonder aardschokken terug groeien naar het niveau van 10 november. Vulkanologen verwachtten op dat moment dat wanneer de sill terug op het niveau van 10 november zou komen en het beeld dan weer zou veranderen, het aantal bevingen zou toenemen en zich opnieuw een dike kon gaan vullen op ofwel dezelfde plaats dan wel bij de Eldvörp-kraters. Op 26 november bleek dat 90 procent van het magma in de dike was gestold. De landstijging in Svartsengi was ondertussen iets gaan vertragen en de kans op een uitbarsting begon af te nemen. Op 2 december was de grondhoogte in Svartsengi terug op het niveau van 25 oktober.
Op 7 december bevond het vloeibaar magma zich op een geschatte diepte van nog maar 500 meter onder het aardoppervlak, en was het aantal gemeten aardschokken opgelopen tot ruim 22.000. De aardscheuren in het dorp breidden zich nog steeds uit. De dike zou in de dagen daarop volledig stollen.
Zo’n veertig huizen in Grindavík werden halverwege december 2023 op de slooplijst gezet. Veelal door schade die te groot was om te repareren maar ook in enkele gevallen omdat ze simpelweg op te instabiel terrein staan en daardoor gevaar lopen. De autoriteiten gaven aan dat als er overheidsgeld beschikbaar kwam voor opschaling van de hulpdiensten, de meeste inwoners dan voorlopig zouden kunnen terugkeren naar Grindavík. De situatie met magma-ophoping onder Svartsengi bleef nog wel zorgen baren en een volgende seismische episode behoorde nog altijd tot de mogelijkheden. Ook werd besloten de grote scheur niet overal dicht te maken, om deze waar mogelijk voor toeristen zichtbaar te houden.

## Uitbarsting van december 2023

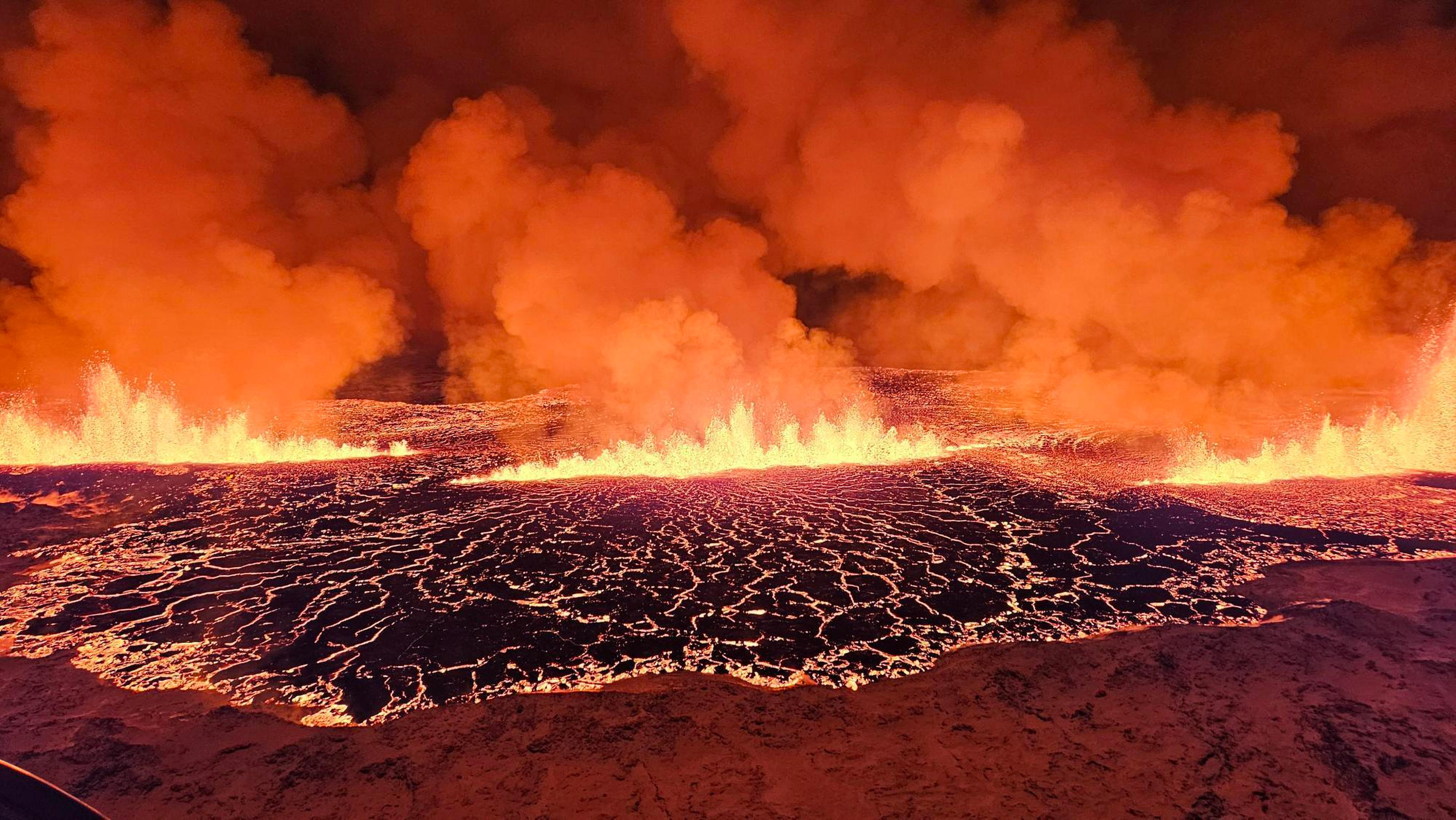
De uitbarsting van 18 december 2023

Op 17 december opende de Blue Lagoon weer haar deuren voor daggasten. De hotels bleven gesloten. Die dag begon de regering ook voorzichtig plannen te maken om de bevolking voor kerst onder strenge voorwaarden overdag te laten terugkeren naar Grindavík. De nachten moesten dan nog wel elders worden doorgebracht. Daarvoor waren er nog een paar dagen nodig waarin de grond nauwelijks landstijging zou worden waargenomen.
Een dag later werden deze plannen ruw verstoord: in de avond van 18 december rond 20.30 lokale tijd begon een aardbevingenzwerm ten noorden van de Grindavík waarop om 22.17 uur de uitbarsting volgde. De aarde scheurde in een tijdsbestek van enkele uren open over een lengte van ongeveer vier kilometer langs de Sundhnjúkagígum. Op het hoogtepunt kwam er zo’n 300 m³ lava per seconde aan de oppervlakte. Er was kort voor de uitbarsting naar schatting 19 miljoen kubieke meter magma in de magmakamer aanwezig. Het zuidelijkste punt van deze spleetvulkaan was iets meer dan twee kilometer van de rand van Grindavík verwijderd. Grindavík werd onmiddellijk daarop volledig geëvacueerd. Ook hulpverleners verlieten het dorp.
Vanaf twee uur ‘s nachts, toen de spleetvulkaan zijn maximale lengte had bereikt, begon de kracht van de eruptie sterk af te nemen. De lava-uitstroom was twaalf uur daarna nog maar een kwart van de aanvankelijke uitstroom. Ook sloot het grootste deel van de spleet zich. De activiteit beperkte zich tot een lengte van 300 tot 500 meter. Op 20 december was er nog een krater actief waaruit per seconde minder dan 10 m³ lava stroomde.
In de ochtend van 21 december was er visueel geen lava-uitstroom meer waar te nemen. Later die dag werd de eruptie voor beëindigd verklaard. De bevolking kon voor even opgelucht ademhalen. De uitbarsting was aanvankelijk heftig geweest maar de lava was weggebleven bij Grindavík en de Svartsengi-centrale en ook de toegangswegen naar Grindavík waren intact gebleven. Later die dag waren er echter sterke aanwijzingen dat er zich alweer magma onder Svartsengi begon te verzamelen. Als de landstijging in hetzelfde tempo zou doorzetten, zou na drie of vier weken wederom een uitbarsting verwacht kunnen worden. Per 23 december werd de ontruiming van Grindavík opgeheven voor de inwoners van die plaats; buitenstaanders mochten het gebied echter nog niet in. Met het oog op meer te verwachten uitbarstingen gaf de burgemeester van Grindavík een opdracht om ook ten noorden van Grindavík een dam te bouwen om eventuele lavastromen daar bij te sturen.

### Wetenschappelijke vaststellingen
Het was voor het eerst in 2400 jaar dat er een uitbarsting aan de oostzijde van het Eldvörp-Svartsengi-systeem was bij de Sundhnúk-kraters. De vorige uitbarsting op die plaats was nog voordat IJsland werd bewoond. Aan de westkant bij de Elvörp-kraters waren de laatste uitbarstingen tijdens de "Reykjanesvuren", een actieve periode tussen 1210 en 1240. Hierdoor was er vrijwel niets bekend over het gedrag van dit systeem en konden vulkanologen niet uit eerdere ervaring of geschriften putten om tot voorspellingen te komen. De uitbarsting werd vooral vergeleken met enkele van de uitbarstingen van het Krafla-systeem tussen 1975 en 1984.
Uit metingen bleek dat:
- begin december het gebied rond de Svartsengi-centrale en de Blue Lagoon tijdens deze seismische episode een meter westwaarts en 25 centimeter noordwaarts was geschoven.
- er een magmakamer onder het Svartsengi-gebied is.
- de lava die uit de nieuwe Sundhnúk-kraters kwam, van dezelfde chemische samenstelling is als bij de drie erupties van Fagradalshraun. De samenstelling wijkt af van het magma dat 2400 jaar eerder de oude Sundhnúk-kraters vormde.
- de lava minder heet was dan bij de uitbarstingen van Fagradalshraun. Dit wordt verklaard doordat het magma eerst een tijd in de magmakamer heeft doorgebracht voor het de oppervlakte bereikte en daar enigszins kon afkoelen voor het via een dike naar het aardoppervlak stroomde. Bij Fagradalshraun komt het magma direct van onder de aardkorst in een dike terecht vanwaaruit het uitbarst.[20]

## Uitbarsting januari 2024
Met landstijging van bijna 10 mm per dag leek op 28 december het proces richting een nieuwe uitbarsting zich iets te versnellen. Ook werden nieuwe scheuren geconstateerd in de Grindavíkurvegur (de noordelijke weg naar Grindavík). Op 29 december werd de kritieke grondhoogte van 18 december vlak voor de uitbarsting bij Svartsengi overschreden. De landstijging bij andere meetstations in de buurt was nog niet zover. Op 2 januari 2024 was de landstijging afgenomen. Dit kan een indicatie zijn dat de magmakamer vol zit en de magmadruk toeneemt. De situatie zou dan overeenkomen met die van 15 december, drie dagen voor de uitbarsting van 18 december.
Op 29 december 2023 werd tijdens een kabinetsvergadering voorgesteld om een twee kilometer lange en 6 tot 10 meter hoge verdedigingsdam direct ten noorden van Grindavík te bouwen, op een vergelijkbare wijze als de dam rond de Svartsengi-centrale en de Blue Lagoon, waaraan op dat moment nog volop gewerkt werd. Op 2 januari 2024 werd met deze nieuwe dam begonnen. De bouw daarvan zou 24 uur per dag doorgaan zolang dat veilig mogelijk was, en er werden de grootste bulldozers ingezet die in IJsland beschikbaar waren.
Op 9 januari ging men er van uit dat de hoeveelheid magma in de magmakamer inmiddels op hetzelfde niveau was als kort voor de uitbarsting van 18 december.
Ondertussen werd op 13 januari naar aanleiding van een fataal ongeluk waarbij op 10 januari een grondwerker in een meer dan 30 meter diepe spleet was gevallen, de volledige ontruiming van Grindavík gelast. Dit gebeurde omdat de kans dat er zich nieuwe spleten openen of bestaande spleten instorten groter werd geacht dan eerder was aangenomen.

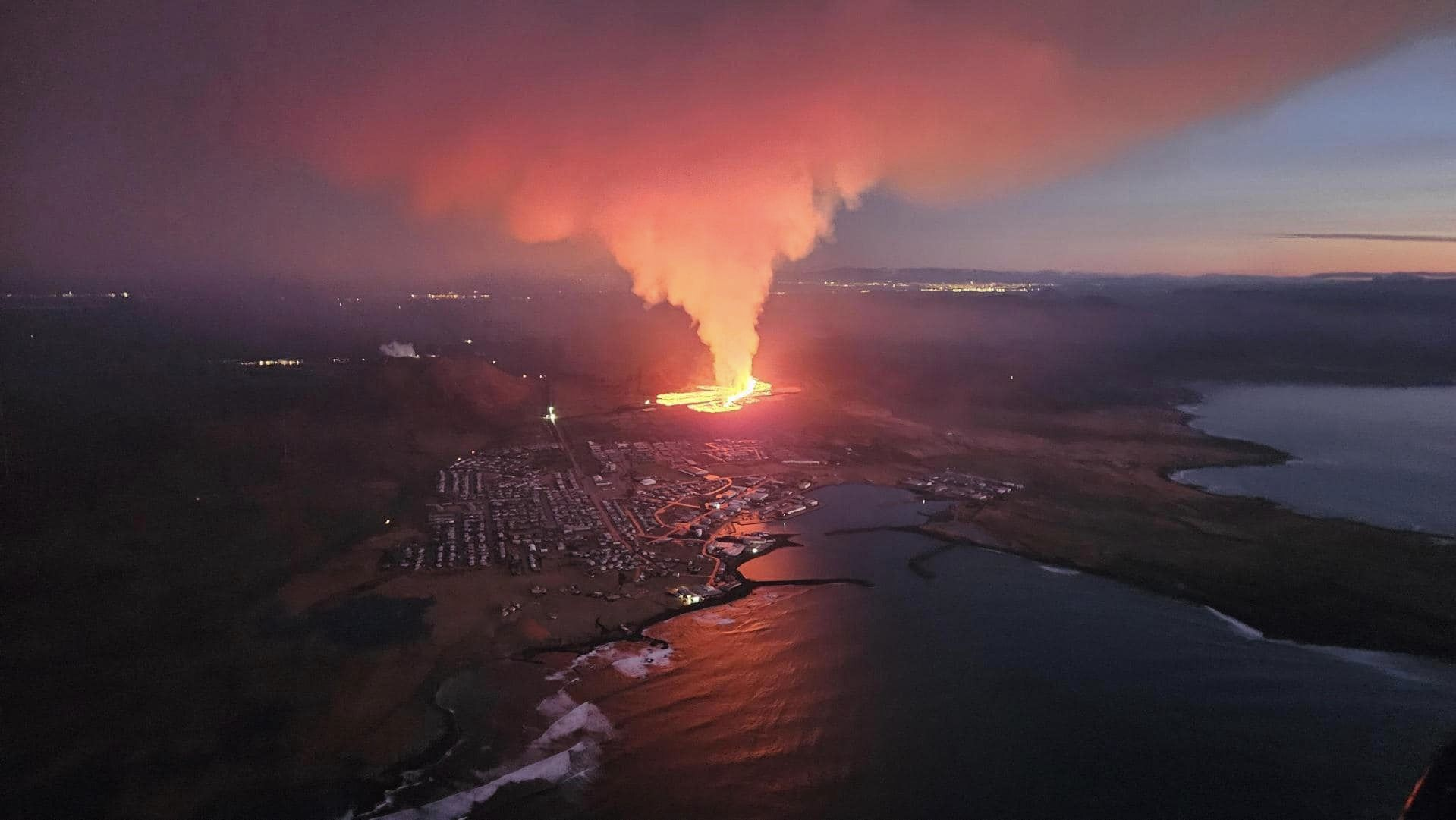
Luchtfoto van de uitbarsting op 14 januari 2024, kijkende in noordoostelijke richting. Vooraan is Grindavík te zien, onverlicht wegens de evacuatie, en rechts van de rookpluim, op de horizon, de lichten van Reykjavik.

Op 14 januari even voor 3 uur ‘s nachts (lokale tijd) begon een aardbevingenzwerm rond dezelfde lijn waar het systeem een maand eerder was uitgebarsten. Om 8 uur lokale tijd begon de uitbarsting, aanzienlijk zuidelijker dan de eerste uitbarsting: ten zuidoosten van de heuvel Hagafell, en slechts enkele honderden meters van de rand van Grindavík. De fissuur van zo’n 900 meter lang liep dwars door beschermingsdam die was opgeworpen om Grindavík te beschermen. Op luchtopnamen is te zien dat de lava aan beide zijden van de dam stroomt. Ook de daar opgestelde grote bulldozers werden bedreigd maar werden uiteindelijk veilig gesteld. In vergelijking met de vorige uitbarsting was de fissuur in eerste instantie kort te noemen en de lavafonteinen spoten minder hoog. Er stroomde naar schatting zo’n 100 kubieke meter lava per seconde uit de fissuren.
Even na het middaguur scheurde de grond ook open ten zuiden van de beschermingsdam over een lengte van ongeveer honderd meter op zo’n 200 meter van de bebouwing van Grindavík en kwam ook daar lava uit de grond. Om 12:30 plaatselijke tijd stroomde de lava uit de noordelijke spleet over de weg van Grindavík naar het noorden heen, langs de dam die daar wel stand hield. Daarbij werd ook de toevoer van water en elektriciteit voor Grindavík afgesneden. Even voor 15.00 viel het eerste huis van Grindavík ten prooi aan de lava uit de zuidelijke spleet.
In de nacht van 14 op 15 januari sloot de zuidelijke fissuur zich en nam de uitstroom van de noordelijke fissuur flink af. In de loop van de middag van 15 januari waren er nog maar twee spetterkegels actief. En in de daaropvolgende nacht, na ongeveer 41 uur, kwam de uitbarsting tot een eind. Op 19 januari 2024 werd de eruptie officieel voor beëindigd verklaard.
Op 17 januari werd gewaarschuwd dat er ondiep onder Grindavík nog steeds magma in de dike zat, dat zonder waarschuwing naar boven zou kunnen komen. Dit werd geconcludeerd na waarneming van vulkaangassen in het stadje.
Na deze tweede uitbarsting en nieuwe verzakkingsramp rond de uitbarsting, zakte een slenk aan de oostkant van Grindavík tot 30 cm in, terwijl een horst in het midden van de stad licht gestegen was. Toen drong het besef door dat de bewoners van Grindavík de komende jaren niet meer naar hun huizen terug zouden kunnen. De IJslandse overheid overwoog alle bewoners uit te kopen en de plaats definitief te ontruimen.

## Uitbarsting februari 2024
Op 2 februari meldde het IJslands meteorologisch bureau dat de derde eruptie vanaf dat moment te verwachten was omdat het magma onder Svartsengi hetzelfde niveau had bereikt als kort voor de vorige eruptie.
Op 8 februari om 6:03 uur plaatselijke tijd begon deze uitbarsting, nadat een half uur eerder een versterkte aardbevings-activiteit werd waargenomen. Hij vond net als in december 2023 plaats ten oosten en noordoosten van Sýlingarfell, bij de Sundhnúk-kraters, op terrein waar deze geen direct gevaar voor mensen of hun bezittingen oplevert. Ondanks dat deze uitbarsting minder hoge fonteinen en een kortere fissuur en een kortere duur had dan de uitbarsting van 18 december 2023, was het de grootste van de drie uitbarstingen; er kwam veel meer lava aan de oppervlakte en de uitstroom in de eerste uren wordt op 400 tot 600 m³ per seconde geraamd. Achteraf zou blijken dat deze lava anders van samenstelling was dan tijdens de twee voorgaande erupties; deze lava leek meer op lava uit de vulkanen in het midden van IJsland zoals de Askja. De lava stroomde in westelijke richting. Daardoor dreigde de bovengrondse hoofdwarmwaterleiding beschadigd te raken, waardoor het schiereiland langdurig zonder verwarming en warm water zou kunnen komen te zitten. Om dat te voorkomen, werd in allerijl in enkele uren tijds een twee meter diep ondergronds gelegen waterleiding aangelegd onder het deel van de leiding dat vermoedelijk verwoest zou worden, die op een later moment een bypass zou kunnen vormen van het dan vernielde deel van de oorspronkelijke leiding.
De lava spoot vanuit een circa 3 kilometer lange scheur 50-80 meter hoog de lucht in en kon vanuit Reykjavik en vanuit vliegveld Keflavík goed waargenomen worden. Het vliegverkeer vanuit dit vliegveld werd overigens niet noemenswaardig gehinderd. De hotelgasten van de Blue Lagoon werden conform een al klaarliggend draaiboek onmiddellijk geëvacueerd en ondergebracht in andere hotels. Om 10 uur stroomde de lava over de afslag van de Grindavíkurvegur naar de Blue Lagoon, waardoor deze wegen onbruikbaar werden. De lava bereikte beschermende dam die om de Blue Lagoon en de Energiecentrale van Svartsengi heen was gelegd net niet en stroomde er op een afstand van enkele tientallen meters langs in westelijke richting. Twee openingen in die dam, op de plaatsen waar er wegen doorheen liepen, werden uit voorzorg dicht gemaakt. Om 11:50 uur lokale tijd werd de heetwaterleiding die van de centrale in de richting van Keflavík loopt, bereikt door de lava. Korte tijd later was aan een wolk ontsnappende stoom te zien dat deze inderdaad lek was geraakt. Hierop werd de noodtoestand afgekondigd voor Suðurnes. Het gevolg van de beschadiging van de leiding was dat 30.000 inwoners van Suðurnes sindsdien zonder warm water kwamen te zitten; technici zijn meteen aan de slag gegaan om de warmwatervoorziening provisorisch te herstellen, maar dat zou zeker enkele dagen in beslag nemen, mede omdat het 's nachts 14 graden vroor. Er is een risico dat leidingen intussen kapot vriezen wanneer de warmwatervoorziening te lang buiten bedrijf blijft. De Svartsengi-energiecentrale moest tijdelijk worden uitgezet, waardoor voor Suðurnes alleen nog energie uit de kleinere geothermische energiecentrale Reykjanes restte. Inwoners van het getroffen gebied werd gevraagd zeer zuinig met zowel elektriciteit als in de noodreservoirs opgeslagen resterend warmwater om te gaan.
In de loop van de dag veranderde het karakter van de uitbarsting: gedurende enige tijd ontstonden er donkere rookwolken, iets wat bij de voorgaande uitbarstingen niet het geval was. Vermoedelijk heeft dat te maken met interactie met het grondwater, waardoor stoom wordt gevormd dat zich vermengt met vulkaanas en met kracht omhoog gespoten wordt. De eruptie volgde verder hetzelfde patroon als de voorgaande erupties; tegen de avond was de lava-uitstroom sterk verminderd en was het grootste deel van de fissuur gesloten. Ook nam de aardbevingsactiviteit sterk af. In de ochtend van 9 februari leek de uitbarsting voorbij.
Op 9 februari rond 15 uur plaatselijke tijd was de noodverbinding in de heetwaterleiding klaar, en kon er weer heet water aangevoerd worden naar de gebruikers. Echter, tegen middernacht bleek deze toch kapot te zijn gegaan, op een plek waar deze het diepst onder de nog steeds hete lava lag, en niet gerepareerd kon worden. Er moest opnieuw een andere oplossing worden gevonden. Doordat men veel meer elektriciteit ging gebruiken om hun woning met elektrische kachels vorstvrij te houden, raakte het elektriciteitsnet overbelast, zodat op meerdere plaatsen de stroom uit viel. De nog hete lava was in de dagen na de eruptie nog wat verder verspreid en raakte op een enkele plek inmiddels wel de dam.
Op 12 februari kwam een nieuwe heetwaterpijp die over het verse lavaveld was gelegd gereed en werd deze in gebruik genomen. Ook was er inmiddels een noodweg over de verse lava aangelegd.

## Magma-intrusie 2 maart 2024
Op 27 februari werd de kritieke grens van grondstijging weer bereikt. Op 2 maart rond 16:00 uur begon een aardbevingenzwerm ter hoogte van Sýlingarfell, wat op een nieuwe intrusie wees. De Blue Lagoon en Grindavík werden vrijwel onmiddellijk daarop ontruimd. Na anderhalf uur stopten de bevingen en werd aangenomen dat de intrusie waarschijnlijk ditmaal niet tot een eruptie zou leiden. Omdat slechts een geringe hoeveelheid magma de magmakamer had verlaten, (er trad nauwelijks bodemdaling op in Svartsengi, de hoeveelheid magma werd op 1,34 miljoen kubieke meter geschat) wordt de volgende intrusie eerder verwacht.

## Uitbarsting 16 maart 2024
Dat een week na de magma-intrusie van begin maart nog geen eruptie had plaatsgevonden is opmerkelijk. De grenswaarde was al na drie dagen overschreden. Er werd vermoed dat de magmadoorgang van de magmakamer naar de dike op 2 maart is ingestort en verstopt is geraakt. Dit zou ook de plotselinge stop van de intrusie van die dag verklaren. Verschillende vulkanologen hielden er rekening mee dat, als de druk in de magmakamer hoog genoeg is, het magma een nieuwe weg naar boven zou gaan zoeken. In oktober 2023 werd de kraterrij Eldvörp als meest logische plaats voor een eruptie genoemd. De verwachting bleef daarna dat als Sundhnúkar voor het magma onbereikbaar zou worden, Eldvörp de meest logische plaats voor een uitbarsting zou worden.
Op 16 maart om 20:21 verstuurde het IJslands meteorologisch bureau een waarschuwing dat de uitbarsting elk moment kon beginnen. Om 20:23 lokale tijd barstte het systeem weer uit bij Sundhnúkar. Het er gingen slechts vijf kleine aardbevingen (zwakker dan magnitude 1) aan vooraf. Nadat de eerste lava de oppervlakte bereikt had ontstond er alsnog een kleine aardbevingszwerm. De locatie van de uitbarsting was vrijwel gelijk aan die van 8 februari. De fissuur groeide uit tot een lengte van 3½ kilometer. Er ontstonden twee grote lavastromen; Een zuidwestwaarts richting Grindavík en een naar het westen die net als in februari tussen de bergen Sýlingarfell en Stóra-Skógfell door richting Svartsengi ging.
Rond 23:00 uur bereikte de lava, die een stroomsnelheid had van circa 1 kilometer per uur, de dam aan de noordoostkant van Grindavík. De lava werd vanaf daar oostelijk langs Grindavík in de richting van de kust geleid. Er werd ondertussen gemeld dat de eruptie de voorgaande erupties in kracht overtrof. Even na 0:30 uur stroomde de westelijke lavatong over de Grindavíkurvegur.
De stroomvoorziening door de Svartsengi-centrale werd stopgezet. Er was namelijk een risico dat lava de hoogspanningsleiding naar het noorden zou beschadigen waardoor een kortsluiting zou ontstaan die de hele centrale plat zou leggen. Door de stroomlevering voortijdig uit te schakelen, werd gewaarborgd dat de centrale voldoende stroom zou blijven leveren om zelf in bedrijf te kunnen blijven, en om warm water te kunnen blijven pompen voor de stadsverwarming. De kans dat ditmaal de warmwaterleiding vanuit de centrale naar het noorden opnieuw beschadigd zou raken door een lavastroom werd kleiner geacht dan voorheen, omdat deze leiding ter plaatse nu vrij diep onder de grond was ingegraven. Ook zal men koud water door deze leiding heen laten stromen zodra er daadwerkelijk lava overheen stroomt, om de leiding van binnenuit te koelen om te voorkomen dat hij zal worden beschadigd door de hitte van de lava.
In de nacht van 16 op 17 maart werd besloten een verdedigingswal op te werpen rond een boerderij aan de oostzijde van Grindavík die buiten de bestaande dammen ligt en die door de lavastroom werd bedreigd. Halverwege de middag van 17 maart was de lava de Suðurstrandarvegur (de kustweg ten oosten van Grindavík) tot op 350 meter genaderd. De uitbarsting was echter zoveel zwakker geworden dat de lava weinig voortgang (nog maar 20 meter per uur) meer kon maken en het uiteindelijk de weg en de boerderij niet bereikte. De volgende dag leek er vrijwel geen beweging meer in de lavatong bij Grindavík te zitten.
Op 17 maart moest de Svartsengi-energiecentrale worden geëvacueerd wegens giftige gassen die bij de uitbarsting waren vrijgekomen. Het personeel kan pas terug als de wind naar een gunstigere richting draait of als de gasproductie significant vermindert. Het vrijkomen van de giftige gassen had geen nadelige gevolgen voor de burgerluchtvaart, en bereikte ook geen stedelijke gebieden.
Net als bij de voorgaande erupties zwakte de uitbarsting na enige uren flink af naar twee tot vijf procent van de initiële uitstroom. Anders dan bij die voorgaande stabiliseerde dit vervolgens en was de uitbarsting na 48 uur nog gaande zonder tekenen die op verdere afzwakking duiden. De gemiddelde lava-uitstroom vanaf die stabilisatie werd na vijf dagen geschat op 14,5 kubieke meter per seconde. Op 24 maart nam de uitstroom af en vanaf die dag was de uitstroom gemiddeld 9,5 kubieke meter per seconde. Door de langere duur waren er zich ditmaal ook sintelketels rond de resterende vulkaanmonden gaan vormen. Na vier dagen waren er nog zeker negen kraters actief.
Omdat de noordelijke kraters zich al binnen twee dagen sloten stroomde er daarna verder geen lava meer richting het Svartsengi gebied. De resterende kraters lagen ten zuiden van de waterscheiding waardoor lava voornamelijk in zuidelijke richting stroomt. Bij Svartsengi werd na een kleine week opnieuw een noodweg over de verse gestolde lava aangelegd.
Vanaf 18 maart had zich rond de kraters een lavameer gevormd. Op 21 maart brak de lava uit dit meer en moest de steengroeve Melhólsnáma, ten zuiden van Hagafell, worden geëvacueerd omdat een lavatong zich in die richting verplaatste. Het basalt uit deze steengroeve was eerder gebruikt voor het aanleggen van de dammen rond Grindavík. Aan het begin van de avond stroomde de lava de groeve in; twee dagen later was deze tot de rand toe gevuld. Ook hoopte de lavastroom zich op voor de dam bij Grindavík en dreigde deze er overheen te stromen. Hierop moest de dam onder zeer zware weersomstandigheden op strategische plaatsen worden verhoogd. De lavagolf kwam later die avond tot stilstand en was maar net onder de rand van de dam gebleven. Op 26 maart werd begonnen de inmiddels gestolde lava bij de dam af te graven en te gebruiken om de dam te verhogen.
Op 26 maart waren er nog drie kraters actief waarvan één duidelijk was uitgegroeid tot de hoofdkrater van deze eruptie. Op 30 maart waren er nog twee kegels actief.
Opvallend aan deze eruptie is dat ondanks de uitbarsting, de bodem bleef stijgen, zij het minder snel. Vulkanologen kwamen tot de conclusie dat het magma deze keer rechtstreeks vanuit de diepere magmakamer naar de dike stroomde. Hierdoor ontstond na de heftige eerste uren van de uitbarsting een stabiele lava-stroom naar de kraters die lang kan blijven aanhouden. De hogere magmakamer die niet (of niet meer) bij deze eruptie betrokken is bleef zich ondertussen verder vullen, wat de landstijging veroorzaakt. Er werd dan ook rekening mee gehouden dat de druk in de hogere magmakamer op enig moment zo hoog zou oplopen dat deze ook een magmastroom en parallelle uitbarsting kon gaan veroorzaken.
Op 31 maart gaf vulkanoloog professor Þorvaldur Þórðarson aan dat de afname in lava-uitstroom, de afname van de lavatemperatuur en het bijna tot stilstand komen van de landstijging in Svartsengi in zijn ogen goed nieuws betekenen. Niet alleen zal deze eruptie volgens hem langzaamaan tot een einde komen. Hij verwachtte op dat moment ook dat de eruptiecyclus die in oktober 2023 begon zal stoppen omdat de hogere magmakamer die de intrusies en erupties bij Sundhnúka in gang zette geen vers magma meer ontvangt. Tektonische en seismische activiteit in het Krýsuvík-systeem heeft nu meer zijn aandacht hoewel hij een nieuwe cyclus van uitbarstingen in Eldvorp-Svartsengi niet uitsluit. Het IJslands meteorologisch instituut onder leiding van Seismoloog Kristín Jónsdóttir deelt Þórðarsons opvatting op 2 april niet volledig. Het instituut onderzoekt of er een balans tussen instroom en uitstroom van de diepere magmakamer is. Als dat zo is dan kan deze eruptie nog lang aanhouden. Ook professor Magnus Tumi Gudmundsson vindt dat Þórðarson voorbarig is met zijn aankondig van het einde van de eruptie.
In de loop van 4 april nam de activiteit van de laatst overgebleven zij-krater flink af en was er visueel geen uitstromende lava meer bij die kegel waar te nemen. Daarmee was alleen de hoofdkrater nog actief. In de eerste week van april begon de landstijging in Svartsengi opnieuw. De uitstroom nam langzaam af, maar op 7 en 8 april was de lava-uitstroom tijdelijk wat sterker en stroomde de lava over de rand van de kegel die na een paar uur open brak waardoor een groot deel van de lava in noordelijke richting ging stromen.
Ondanks dat de uitbarsting wat kracht betreft vergelijkbaar werd met die van Fagradalshraun werd het gebied niet opengesteld voor toeristen. Dat heeft grotendeels te maken met het vlakkere terrein en de vele scheuren in de grond, die allen op heel korte termijn een uitbarsting zouden kunnen veroorzaken. Doordat Grindavík praktisch ontvolkt is zijn er ook te weinig vrijwilligers in de omgeving om toerisme in veilige banen te leiden. Ook is er angst dat toeristen naar het nog altijd onveilige Grindavík gaan voor ramptoerisme.
Halverwege april werd duidelijk dat de magmastroom naar de vulkaan wel degelijk door de hogere magmakamer gaat. Er was bijna continu landstijging in Svartsengi wat erop wijst dat er meer magma in de hogere magmakamer aankomt dan er naar de oppervlakte doorstroomt. Eind april werd door vulkanologen ingeschat dat de kritische landhoogte bereikt was, met een ingestroomd volume van ongeveer 10 miljoen m³ magma in een kamer onder Svartsengi. Wat er precies staat te gebeuren is niet duidelijk. Een nieuwe uitbarsting terwijl de oude uitbarsting nog bezig is behoort tot de mogelijke scenario’s. Een ander geschetst scenario is een toename van lava-uitstroom richting de huidige vulkaankegel als de druk in de magmakamer te hoog wordt.
Door de voortdurende uitstroom van relatief kleine hoeveelheden lava, vulde de vlakte ten noordoosten van Grindavík zich geleidelijk op, waardoor het op sommige plaatsen tot wel vier meter boven het niveau van de beschermende dammen uit was gekomen. Op 27 april stroomde een kleine hoeveelheid lava over de beschermende dam (garður 12) heen. Deze richtte geen schade aan. Daarop werd besloten om niet de dammen nog verder op te hogen, omdat dat onevenredig veel extra grondverplaatsing zou vergen. Per 6 mei zijn aannemers begonnen om (vanaf Grindavík gezien) binnen de bestaande verdedigingsstructuur een tweede, zes meter hoge dam aan te leggen. Deze heeft tot doel om alle lava die over de eerste dam heen stroomt, af te buigen naar het zuiden zodat die niet de bebouwing kan bereiken. Verwacht wordt dat de bouw van die dammen 2-3 weken in beslag zal nemen.
In de eerste week van mei 2024 was de lava-uitstroom tot het minimum gereduceerd en bouwde de vulkaan een kleinere spetterkegel in de hoofdkegel. Op 9 mei werd geen verse lava meer in de kegel waargenomen en was de uitbarsting voorbij. In totaal was er tijdens deze 53 dagen durende uitbarsting 34,7 miljoen kubieke meter lava uit de vulkaan gestroomd.
De grondstijging in Svartsengi was inmiddels voorbij wat als kritieke hoogte werd gezien: half mei was de bodem volgens GPS-metingen in het Svartsengi-gebied 20 cm gestegen. Aangenomen wordt dat de hogere magmakamer tijdens iedere uitbarstingscyclus groeit waardoor de werkelijke kritieke hoogte steeds hoger kan worden. Hierdoor wordt ook gevreesd dat iedere de volgende uitbarsting nog meer lava naar de oppervlakte zal brengen. Op 16 mei was er naar schatting van het IJslands meteorologisch bureau 16 miljoen kubieke meter magma in de hogere magmakamer aanwezig. Hoewel de sundnuka-reeks nog steeds als meest logische plaats voor een uitbarsting wordt beschouwd worden ook enkele andere plekken in de omgeving in de gaten gehouden.
Op 21 mei werden plotselinge veranderingen in de druk in een of meer boorgaten van de Svartsengi-energiecentrale gemeten. Het is onduidelijk wat de betekenis hiervan is, maar het was aanleiding om de centrale deels te evacueren. Dit heeft overigens geen gevolgen voor de werking van de centrale, aangezien deze zelfs volledig op afstand bestuurd kan worden.

## Uitbarsting 29 mei 2024
Op 29 mei even voor 11 uur ‘s ochtends (lokale tijd) luidde een aardbeving van magnitude 4.1 een aardbevingenzwerm bij de Sunhnuk-kraters in. Niet veel later werd het alarm voor ontruiming van Grindavík en de Blue Lagoon geactiveerd. Het IJslands Meteorologisch Bureau meldde dat magma zich een weg naar buiten aan het duwen was op zo’n vijf kilometer onder Sýlingarfell. Om 12:46 barstte de vulkaan opnieuw uit ten oosten van de berg Sýlingarfell. In de uren daarna groeide de fissuur voornamelijk in zuidwestelijke richting uit tot voorbij de heuvel Hagafell. Tijdens de eerste vier uren was de gemiddelde lavauitstroom 1500 kubieke meter per seconde en werd er 8,7 vierkante kilometer met 15 miljoen kubieke meter verse lava bedekt.
Nabij Grindavík werden die middag de Grindavíkurvegur en de achterom weg naar de Blue Lagoon door de lava afgesneden. Ook het dal tussen de bergen Þorbjörn en Hagafell waar de Grindavíkurvegur doorheen loopt was voor een groot deel gevuld met lava. Meer dan een kilometer van die weg was onder de lava verdwenen. De in februari 2024 nabij Grindavík gebouwde noodmasten die elektriciteitskabels over het lavaveld leiden vatten vlam en enkele van de kabels begaven het door de hitte. Op verschillende plekken langs de fissuur vonden explosies plaats die werden veroorzaakt door de combinatie van grondwater en magma. Ook bereikte de lavastroom de wallen rond een radiostation van de Amerikaanse marine waarvan een van de tuidraden het begaf toen de lava de verankering bereikte. Aan het einde van de middag begon de uitbarsting aan kracht af te nemen, in de loop van de avond zou de uitstroom stabiliseren. De lava was ten westen van Grindavík richting de zee gestroomd maar bereikte deze niet. Wel werd een deel van de westelijke rondweg (Nesvegur) afgesneden. Twee kleinere westelijke invalswegen bleven gespaard, evenals de oostelijke invalsweg.
Ook ter hoogte van de Blue Lagoon werd de Grindavíkurvegur opnieuw door de lava afgesneden maar de lava kwam niet veel verder. De afslag naar de Blue Lagoon bleef ditmaal gespaard.
In de nacht van 29 op 30 mei had zich al duidelijk een hoofdkrater gevormd die net ten westen van de hoofdkegel van de vorige eruptie een nieuwe kegel begon te vormen. Deze zou later tot een kegel vergroeien met de oude kegel. De uitbarsting concentreerde zich toen rond twee plaatsen waar nog enkele vulkaanmonden actief bleven.
Op 1 juni was een nieuwe (onverharde) westelijke toegangsweg naar de Blue Lagoon over de verse lava heen aangelegd, en werd toestemming verleend voor heropening vanaf 2 juni. Er is geen toestemming deze weg te gebruiken; de weg is alleen bedoeld als ontsnappingsroute als de route via de Grindavíkurvegur niet bruikbaar zou zijn.
Tijdens de uitbarsting was een eerder ontstane scheur door de heuvel Hagafell flink verder open gaan staan. Deze scheur ligt in het verlengde van de fissuur die op 14 januari uitbarstte. Het is niet duidelijk of dit ook dezelfde scheur is die door Grindavík loopt.
In de nacht van 2 op 3 juni doofden de twee noordelijkste kraters uit en in de ochtend van 3 juni nam de activiteit in de hoofdkrater enigszins af. In de eerste vier dagen na de startfase was de gemiddelde uitstroom van de vulkaan 30 kubieke meter lava per seconde. Rond 7 juni was dat afgenomen tot 10 kubieke meter per seconde. Er was een aä-lavastroom (aä is enigszins afgekoelde stroperig geworden lava die zich traag verplaatst) strak langs de noordzijde van Sýlingarfell naar het westen gekropen. Op 8 juni werd deze stroom sterker nadat een lavapoel uitbrak. De Grindavíkurvegur werd afgesneden en het grootste deel van de stroom trok verder westwaarts langs de beschermingswal aan de noordkant van het Svartsengi-gebied. De aä-lava bouwde zich echter zo hoog op dat er op een plaats een betrekkelijk kleine hoeveelheid lava over de wal heen ging. Ondertussen nam de lava uitstroom af naar iets minder dan 6 kubieke meter per seconde en begon het land in Svartsengi weer te stijgen.
Op 18 juni dreigde een hoog opgebouwde aä-stroom opnieuw om Sýlingarfell richting de beschermingswal om de Svartsengi-centrale te beschermen te trekken. De lavapoel was opnieuw volgeraakt en voor de tweede keer uitgebroken. Hierop werd besloten brandweer in te schakelen om de stroom met water te koelen te vertragen of zelfs tot stilstand te brengen. Ondertussen wierpen bulldozers extra beschermingswallen tegen de muur van lava op. Het is voor het eerst sinds de uitbarsting van Eldfell op Heimaey dat deze techniek in IJsland wordt toegepast.
Gedurende de nacht van 19 op 20 juni nam de activiteit in de kegel af en vanaf halverwege 20 juni was er visueel nog maar sporadisch lavabeweging waar te nemen. In de nacht van 20 op 21 juni rond 4 uur stopten de tremors, waarna werd vermoed dat de uitbarsting voorbij was. Echter, dit bleek nog niet het geval. De volgende dag stroomde er nog kleine hoeveelheden magma naar het aardoppervlak, maar in de loop van 22 juni zou de uitbarsting wel tot een einde komen.
In de avond van 20 juni stroomde de lava over de noordelijke beschermingswal van Svartsengi. En ondanks dat de uitbarsting zeer zwak was bleef de reeds bestaande lava beweging nog doorgaan. Grondwerkers en de brandweer deden er daarop alles aan om de hoeveelheid lava die over de wal kwam te beperken en de verspreiding van die lava in te perken.
Ondertussen meenden een aantal vulkanologen tekenen te zien dat de cyclus van uitbarstingen op zijn einde aan het lopen is. De hogere magmakamer vulde zich nog wel, maar in een steeds lager tempo. Ook was het magma tijdens de uitbarsting van 29 mei van een ouder type dan tijdens eerdere uitbarstingen uitgezonderd die van 18 december 2023. Verschillende vulkanologen verwachten dat rond september 2024 deze serie uitbarstingen bij Sundhnúkur tot een einde komt. Echter, na het stoppen van de uitbarsting nam de snelheid van de landstijging flink toe. De landstijging liet zich vergelijken met die van tijdens de winter van 2024. Sneller dan voor de eruptie van mei-juni 2024. Op 16 juli verwachtte het IJslands meteorologisch instituut een uitbarsting binnen drie tot vier weken. In de weken daarop varieerde de snelheid van de landstijging wat. Op 22 augustus kwam het weer tot een uitbarsting in de Sundhnúkar-breuk ter hoogte van Sýlingarfell.

## Uitbarsting 22 augustus 2024
In de nacht van 22 op 23 augustus werd een nieuwe uitbarsting ongeveer een uur van tevoren aangekondigd door een serie aardbevingen. Tegelijkertijd werd een verhoogde druk gemeten in boorgaten. Om 21:26 uur was de eruptie een feit, uit een ongeveer 1,5 kilometer lange spleet, die zich in noord- en zuidwaartse richting uitbreidde tot ongeveer 3,9 kilometer. Ruim zes uur na het begin opende zich nog een fissuur in het noordoostelijke verlengde van de oorspronkelijke fissuur waarmee het fissuursysteem bijna zes kilometer lang werd. Omdat de eruptie al lange tijd verwacht was, verliep de evacuatie van de nog aanwezige mensen in Grindavík, de ongeveer 1300 gasten en personeel van het hotel van Blue Lagoon en de mensen die dag en nacht aan de verdedigingswerken werkten, voorspoedig en geheel volgens plan. De locatie van de eruptie was noordelijker dan de vorige erupties, en vormde daarom geen gevaar voor de infrastructuur. Alleen een seismisch meetstation bij de berg Litla-Skógfell ging verloren. De lava stroomde voornamelijk westwaarts, ten noorden van de verdedigingsdammen die rond de energiecentrale en Blue Lagoon waren opgetrokken, en die inmiddels flink opgehoogd waren. Vooral ten noorden van Stóra-Skógfell vloeide ditmaal verse lava. De stevige noordenwind blies de rook zuidwaarts naar de oceaan, zodat de bewoonde gebieden er geen hinder van ondervonden.
Het grootste deel van de fissuur sloot zich na enkele uren maar het noord-oostelijke deel bleef actief. Opvallend is dat er na meer dan een week nog altijd een aantal krachtige lavafonteinen actief waren die de lava tot 150 meter hoog in de lucht spoten. In dit noordelijke gebied ontstonden ook mosbranden die moeilijk konden worden geblust. Het gebied was tussen 1942 en 1992 als door het Amerikaanse leger als militair oefenterrein gebruikt en er liggen onontplofte explosieven.
Op 2 september was de fase met bijna continu hoge lavafonteinen voorbij. Die dag werd er ook voor het eerst een wandelroute in het uitbarstingengebied geopend waardoor mensen dichter bij de vulkaan konden komen.
Op 5 september was er op de webcams geen lava-activiteit meer zichtbaar. De volgende dag bevestigde het meteorologisch bureau het einde van de eruptie. Tijdens deze eruptie was ongeveer 61,3 miljoen m³ lava uit de vulkaan gekomen. Er werd in de laatste dagen van de eruptie alweer grondstijging gemeten.
In oktober 2024 bleek dat de grondstijging langzamer ging dan voorafgaand aan de voorgaande eruptie. Dit heeft mogelijk te maken met het groter worden van de bovenste magmakamer. Een eruptie wordt eind november of begin december verwacht en de verwachting is dat hierbij dertig procent meer lava uit de vulkaan zal komen. Op 4 november was er een lichte aardbevingenzwerm tussen Stóri Skógfell en Sýlingarfell die het waarschuwingsalarm triggerde. De aarde kwam na enkele uren weer tot rust en er werd geen magmabeweging geconstateerd.

## Uitbarsting 20 november 2024
Er waren tot 18 november nog opvallend weinig aardbevingen in het gebied. Men verwachtte dat er minstens 23 miljoen m³ magma in het reservoir zou moeten zitten voordat de activiteit zou toenemen en men verwachtte dat het nog twee tot drie weken zou duren eer het tot een eruptie zou komen. Het was dan ook een grote verrassing dat er zich op 20 november rond 22:30 een kleine aardbevingenzwerm voordeed en het systeem om 23:14 lokale tijd vrij plotseling zonder veel voorwaarschuwingen nabij Stóra-Skógfell uitbarstte. De lengte van de fissuur was na een uur 3 kilometer lang, en de lava stroomde oost- en westwaarts. De uitbarsting was beduidend minder heftig dan de vorige uitbarsting op 22 augustus en vormde door de gunstige locatie in eerste instantie geen directe bedreiging voor de infrastructuur, uitgezonderd de Grindavíkurveg waar de lava in de loop van de nacht overheen zou gaan. De bezoekers van de Blue Lagoon werden uit voorzorg wel geëvacueerd. In de loop van 21 november nam de uitbarsting in kracht af en sloot de fissuur zich op meerdere plekken. Tegen de avond waren er nog drie clusters met kraters actief. Toch bereikte de lavastroom in de middag de omwalling van het Svartsengi-terrein. Een opening waar de weg doorheen loopt kon maar net op tijd worden dichtgegooid. De lava, die als zeer vloeibaar werd omschreven, bereikte even later de parkeerplaats van de Blue Lagoon buiten de omwalling. De eerder in 2024 opnieuw aangelegde pijpleidingen waren ditmaal voldoende beschermd toen de lava eroverheen stroomde. Een bovengrondse elektriciteitskabel begaf het wel. Op 22 november rond zonsondergang was de lavatong meer dan een kilometer ten westen van de Blue Lagoon gevorderd; zo’n vijf kilometer van de fissuren. Grondwerkers verhoogden de wallen waar nodig en werkten aan een nieuwe toegangsweg aangezien de twee van de drie invalswegen van het Svartsengi-gebied door de lava waren verzwolgen. Op 23 november was er weer dreiging dat de lava over de wallen zou stromen en werden er naast grondwerkers ook weer waterkanonnen ingezet.
Op 24 november sloot de middelste fissuur die voor de lavastromen richting Svartsengi zorgde zich. Die lavastroom begon daarop af te nemen maar het gevaar was nog niet volledig geweken. Reeds aanwezige nog vloeibare lava verplaatst zich nog. De lava uit de overgebleven actieve fissuur stroomt vooral richting het oosten en vormde verder geen gevaar.
Op 29 november meldde MBL dat dit naar volume gemeten met 47 miljoen kubieke meter lava inmiddels de een na grootste eruptie van de sundhnúkar-rij sinds 2023 is.
De vulkaan die 30 november nog twee kraters dicht naast elkaar bevatte liet pulserend gedrag zien waarbij de kraters om de beurt actief waren. Op 3 december meldde het meteorologisch bureau dat er een balans was ontstaan tussen de instroom en uitstroom van magma in de bovenste magmakamer. Dit maakt een langdurende eruptie mogelijk. Drie dagen later, op 6 december was duidelijk dat de balans geen stand hield en activiteit toch afnam. Gelijktijdig werd er weer bodemstijging gemeten. Het einde van de eruptie werd op korte termijn verwacht. Op 8 december om 7:00 locale tijd werd de laatste activiteit in de kraters waargenomen. Vulkanologen stelden zich na deze uitbarsting de vraag hoe het kwam dat ze op basis van metingen ervan uitgingen dat er zich 25 miljoen m³ magma in het reservoir had opgebouwd, maar er uiteindelijk 50 miljoen m³ lava uit de vulkaan stroomde.

## Uitbarsting 1 en intrusie april 2025
Na deze uitbarsting steeg de bodem weer. Men verwachtte dat een nieuwe uitbarsting begin februari 2025 zou plaatsvinden. Op 30 januari werd het magma-niveau van de vorige eruptie benaderd en werd kans op een eruptie op niveau hoog gezet. Door de harde wind was er een kans dat de meetapparatuur overstemd zou raken en de acute voortekenen niet herkenbaar zouden zijn. De landstijging bleef gestaag doorzetten, ook nadat begin maart het hoogst gemeten niveau op die plaats ooit werd overschreden. Op 12 maart ontstond een aardbevingenzwerm bij Reykjanesta, 15 km zuidwestelijk van Svartsengi, die mogelijk door de druk in het Svartsengi-systeem werd veroorzaakt. De intrusie liet echter nog lang op zich wachten. 
Pas op 1 april 2025 rond 6:30 lokale tijd, begon een krachtige aardbevingenzwerm rond de Sundhnúkabreuk. Het gebied werd geëvacueerd, maar acht mensen besloten Grindavík niet verlaten. Om 9:48 barstte de vulkaan uit in het zuidelijke deel van de Sundhnúkabreuk ter hoogte van Hagafell. Na ongeveer 10 minuten groeide de fissuur in zuid-westelijke richting door de wal rond Grindavík heen. Het ging in de eerste uren om een relatief kleine eruptie die overeen komt aan de eruptie van 14 januari 2024; de fissuur was ongeveer 500 meter lang, de lavafonteinen relatief laag en de uitstroom ook veel kleiner dan bij de meeste andere erupties van 2024. Rond 14:00 lokale tijd kwam er weinig tot geen lava meer uit de fissuur. 
Echter, bleef de aardbevingenzwerm in het noorden van de Sundhnúkabreuk doorgaan en bleek zich daar een grote dike te vormen die zich negen kilometer verder naar het noord-oosten uitstrekt dan tijdens eerdere intrusies. Alleen de dike van 10 november 2023 was groter dan deze, maar die strekte zich juist in zuid-westelijke richting verder uit. Er wordt rekening mee gehouden dat ook daar fissuren zullen openen. Doordat de dike zo groot is, is het ook goed mogelijk dat deze alle druk vanuit de magmakamer heeft opgevangen en het niet tot een verdere eruptie komt. In dat geval zou het magma in de dike tot stolling kunnen komen. 36 uur na het begin van de aarbevingenzwerm was deze nog altijd, ietwat afgezwakt, gaande. Ook waren er veel bevingen in het naastgelegen vulkaansysteem Reykjanes.
De noordoostelijke positie van de dike bracht ook het besef met zich mee dat de noordelijke kust van Reykjanes en de dorpen daar niet van uitbarstingen en lavastromen gevrijwaard zijn. Op 2 april werd bekend dat 90 procent van het magma vanuit de magmakamer naar de dike was gestroomd. In Svartsengi was de bodem ongeveer 24 centimeter gezakt. Er stroomde slechts 400.000 kubieke meter lava uit de fissuur nabij Grindavík. Ook waren er weer enkele scheuren in de straten van Grindavík ontstaan waar ook enige schade aan een warmwaterleiding ontstond. Nabij Stóra-Skógfell was enige bodemdaling gemeten, mogelijk verklaard dat waarom de verwachtte uitbarsting niet tussen Sýlingarfell en Stóra-Skógfell plaatsvond. Ondanks de kleine uitbarsting, ging het om een van de grootste geologische gebeurtenissen sinds het weer actief worden van het vulkanische systeem. 
Op 3 april was het magma in het noorden van de dyke het oppervlak tot op 1,5 kilometer genaderd. De kans op een uitbarsting werd steeds kleiner, maar het was nog niet uit te sluiten. Op 4 april was de seismische activiteit rond de Sundhnúkabreuk zodanig afgenomen dat van een "bevingenzwerm" geen sprake meer was. Het magma was niet verder meer omhoog gekomen. 
Al snel werd duidelijk dat de bodemstijging in Svartsengi weer was ingezet, en op 7 april werd gemeld dat dit in een veel hoger tempo ging dan voor de voorgaande twee erupties, waarmee de kans op een volgende episode enkele maanden later groot is. Op 15 april was de landstijging in snelheid flink afgenomen, maar het ging nogaltijd wel twee maal zo snel als voor de eruptie van 1 april. Begin juni was het tempo van de grondstijging nog verder afgenomen. De magmakamer zou met nog 2 kubieke meter per seconde worden gevuld. Op die snelheid zou een volgende eruptie of intrusie in september te verwachten zijn. Er werd echter rekening mee gehouden dat de toevoer nog verder afneemt en gaat stoppen. Mocht het nog tot een volgende eruptie of intrusie komen dan is de kans groot dat dat de voorlopig laatste episode zal zijn.

## Uitbarsting 16 juli 2025
De toevoer naar de magmakamer bleef echter stabiel en al op 16 juli om 03:54 locale tijd barstte het systeem weer uit. Grindavík en de Blue Lagoon werden tijdens de vier uur durende aardbevingenzwerm die voorafging aan de uitbarsting ontruimd. De uitbarsting begon nabij Litla-Skogfell. Rond het middaguur werd geconcludeerd dat de uitstroom van de uitbarsting een stuk lager lag dan bij de meeste voorgaande uitbarstingen. Gevaar voor infrastructuur was er vooralsnog niet. In eerste instantie werd een fissuur van 700 meter gemeld. In het begin van de middag was deze uitgegroeid tot 2,4 kilometer en was er nog een scheur van 500 meter aan de westzijde van Fagradalsfjall ontstaan.
Na drie dagen kwam er nog op twee plaatsen lava uit de de grond. Vanaf 22 juli nog op een plaats. Die dag kwam ook het toerisme richting de vulkaan op gang.
Opvallend aan deze eruptie was dat er een relatief hoge concentratie zwaveldioxide in de lucht kwam die zich langs de westkust van van IJsland tot aan de oostkust van Groenland verspreidde. De eerste twee dagen werd de hoogste hoeveelheid sinds de vulkanische reactivering van Reykjanes gemeten.
Na de bodemdaling tijdens de initiële fase van de eruptie volgde in eerste week vrijwel geen hoogteverschil. Op 1 augustus werd gemeld dat de bodemstijging in de voorgaande week weer was ingezet. Op 5 augustus werd het einde van de eruptie gemeld.

## Varia
- Vroeger bakten de vrouwen uit Grindavík hun brood door de gesloten bakblikken met deeg in de hete grond bij de Eldvörp-kraters te begraven en 24 uur te laten garen.[58]
- Hraunkæling (lavakoeling) werd in 2024 door het Árni Magnússon Instituut tot IJslands woord van het jaar gekozen naar aanleiding van het met water koelen van de lava uit dit systeem dat jaar om het Svartsengi-gebied te beschermen.[59]